# مورگل
مورگل (به ترکی استانبولی: Murgul، به گرجی: მურღული) یک منطقهٔ مسکونی در ترکیه است که در استان آرتوین واقع شده‌است. مورگل ۴۷۳ متر بالاتر از سطح دریا واقع شده‌است.